# 姆阿蓋
聖姆阿蓋（排灣語：sa Muakakay），是台灣神話中巴達因（Padain，位於今屏東縣瑪家鄉）的祖神之一，和妹妹薩迦萬（sa Ljavan
）創造了人類。

## 簡述
姆阿蓋是七位祖神中的一員，她是兄弟姊妹中的長女兼老大，同時也是創造人類的女神之一（但地位不及薩迦萬）。據說她就住在部落最早的起源地Kapadainan的深林中，但也有版本認為七位神中並沒有姆阿蓋這位神祇。

## 傳說

### 造人
神話中，姆阿蓋和她最小的妹妹薩迦萬（Saljavan）因為兄弟卜拉魯幹、布拉魯樣離開了其他手足而很傷心，所以嘗試造人彌補他們的空缺，但因為不能讓其他人看到，所以一直待在家裡，二女拉魯姆幹（Ljaljumgan）為此感到很奇怪，因此偷偷從牆壁的縫隙裡偷看她們在做什麼，卻也因此觸犯禁忌，導致兩人的孩子流產，兩姊妹為此感到相當心痛，直到有一隻猴子送給她們兩個嬰兒後她們才恢復心情，並且將嬰兒視如己出地照顧；但也有說法認為兩人會開始造人是因為除了她們之外其他的兄弟姊妹都離開了部落而很孤單的關係，偷看的人也是幫她們看門的助手馬督故（Matjuku），而孩子流產後，她們也很快再嘗試生出第二胎並且成功了。

### 遷徙
造人後，由於人口逐漸增多，因此某天姆阿蓋決定帶著部分的族人下山遷往伊拉部落（Tabasan，位於今屏東縣霧台鄉）的舊址，並在當地建立新部落。

### 其他部落
除了舊高燕部落之外，在舊高燕部落所屬的Vuculj番體系的其他部落中，姆阿蓋也經常被列為神祇之一，但掌管的職責和傳說各有所不同，在下排灣社中她和薩迦萬同樣被視為來自舊高燕的造人女神，但地位都不及月亮之女沙瓦篤拉樣（Savatjuljayan）；在瑪家社（位於今屏東縣瑪家鄉，Makazayazaya）中，她則是和「兄長」拉魯姆幹（Lalemungan）一同從舊高燕遷徙而來、專門保護婦女的神祇；萬安部落（位於今屏東縣泰武鄉，kazazaljan）的人則視她為昔日居住在大社部落（位於今屏東縣三地門鄉，Paridrayan）上方保護社民的神祇，但後來因為厭倦而遷往他處，疑似平地。